# Mesopsocus
Mesopsocus è un genere della famiglia Mesopsocidae. Ci sono più di 60 specie descritte nel Mesopsocus.